# Király László (zeneszerző)
Király László (Zalaegerszeg, 1954. január 19. –) Erkel Ferenc-díjas magyar zeneszerző.

## Élete, munkássága
Zenei tanulmányait (zongora, hegedű, nagybőgő) szülővárosában kezdte; majd 1968 és 1972 között a budapesti Bartók Béla Zeneművészeti Szakközépiskolában folytatta zeneszerzés és nagybőgő szakon. 1972-73-as évadban a Postás Szimfonikus Zenekar nagybőgőse volt. 1973-tól 1978-ig a budapesti Liszt Ferenc Zeneművészeti Főiskola zeneszerzés szakán Szervánszky Endre, később Petrovics Emil tanítványa. Maros Rudolfnál és Durkó Zsoltnál kortárs zenei tanulmányokat folytatott, Pongrácz Zoltán irányításával az elektronikus zene zene területén mélyítette el zeneszerzői tudását. 1975 és 1979 között korrepetitorként dolgozott a Színház- és Filmművészeti Főiskolán. 
1980-ban állami ösztöndíjjal a Genti Egyetem (Belgium) elektronikus zenei stúdiójában fejlesztette ismereteit. 1981-től a Magyar Rádió külsős zenei rendezőjeként és kortárs zenei tárgyú műsorok készítőjeként dolgozott. 1984-től 1993-ig a Nemzeti Filharmónia kortárszenei szaktanácsadója, 1990 és 1993 között ő volt a Korunk Zenéje fesztivál egyik szerkesztője. Zeneszerzői munkásságának elismeréseként 2002-ben Erkel Ferenc-díjat kapott.

## Művei
- Négy zongoradarab (1969, revid. 1999) MR, Editio Bernardus
- Adagio és Rondo – zongorára (1970) MR, Editio Bernardus
- Változatok – klarinétra, nagybőgőre és zongorára (1973) MR
- Hommage à Webern – zongorára (1975) Editio Bernardus
- Négy dal Paul Klee verseire – mezzoszoprán hangra és kamaraegyüttesre (1977) MR
- Négy tanulmány – hegedűre és ütőhangszerekre (1977) MR
- Tizenkét miniatűr – fuvolára és zongorára / fuvolára és csembalóra / fuvolára és orgonára / fuvolára és ütőhangszerekre (1977) MR, EMB
- Zalai bokréta – szimfonikus zenekarra (1977) MR
- Búcsú Teréztől – elektronikus zene (1978) MR
- Echo – elektronikus zene (1978) MR
- És mégis – kórusmű (1978) MR Editio Bernardus
- Három tétel ütős kvartettre (1978, revid. 1984) MR
- Márciusi láz – Juhász Gyula verseire, vegyes karra (1978) MR Editio Bernardus
- Lassú és friss Pálóczi Horváth Ádám emlékére – szimfonikus zenekarra (1979) MR
- Musica naturae – elektronikus zene (1979) MR
- Piano piece (1980) MR, Hungaroton SLPX 12371
- Repetitív etűdök – elektronikus zene (1982) MR
- Tres canciones españolas / Három spanyol dal – szoprán hangra és fagottra (1982) MR, Editio Bernardus SLPX 31 354
- Magyar karácsonyi dalok – fuvola/hegedű/oboa/klarinét és harmónium/csembaló/zongora/orgona (1983) Editio Bernardus MR
- Öt kórus – Szabó Lőrinc verseire, női vagy leánykarra (1983) MR
- A szülőföld lelke – vegyes karra (1984) MR, Editio Bernardus
- Halk szélben – 3 női kar Keresztury Dezső verseire (1984) MR, EMB
- Magyar Rekviem – szoprán hangra, női karra és zenekarra (1985) MR
- Tavaszköszöntő – leánykarra (1985) MR
- Télköszöntő – leánykarra (1985)
- Boswili kirándulások – kis zenekarra (1986) MR, Hungaroton SLPX 31354, HCD 31 954
- Két dunántúli tájkép – vegyes karra, Keresztury Dezső és Sinka István verseire (1986) MR, MTV, koncert felvétel Editio Bernardus
- Őszköszöntő – leánykarra (1987)
- Suite concertante – két cimbalomra és vonószenekarra (1987) Hungaroton SLPX 31127
- A vakok – egyfelvonásos opera (1988)
- Képek a gyermekkorból I-II. szvit ifjúsági vonós zenekarra (1988)
- Akácok városa – szvit szimfonikus zenekarra (1989) MR, HCD 31 954
- Souvenir de Boswil – oboára, ütőhangszerekre és hangszalagra (1989) MR
- Zalatáj – szvit szimfonikus zenekarra (1990) MR
- Egy szerelem korszakaiból – dalciklus zenekari kísérettel (1992) MR, HCD 31 954
- Elégia egy gordonkás halálára – csellóra és vonószenekarra (1993) MR koncertfelvétel
- Nosztalgia és scherzo – klarinétra és zongorára (1993) MR, HCD 31 954 Editio Bernardus
- I. kantáta − Keresztury Dezső verseire (1994)
- Húsvét – Keresztury Dezső versére, gyermekkarra (1994)
- Istenes énekek – vegyes karra, Keresztury Dezső verseire (1994) MR, Editio Bernardus
- Valse triste – hegedűre és kamarazenekarra (1994) Editio Bernardus, HCD 31 954
- Három dal Petőfi Sándor verseire – zenekari kísérettel (1995)
- Miklós-idill – kis zenekarra (1995) MR koncertfelvétel
- Nyolc haiku – szoprán hangra és kamaraegyüttesre (1995) MR
- Búcsúzások – dalciklus tenor hangra és zenekarra (1996) MR
- Concertino – hegedűre és zenekarra (1996) MR
- Ifjúsági zongoraverseny (1997) − MR koncertfelvétel
- Shalom Israel – vegyes karra (1997) HCD 31 956 Editio Bernardus
- Elégia a megsebzett gyermekekért – kürtre és kis zenekarra (1998) MR
- A Zalamegyeieknek – férfikarra, Vörösmarty Mihály versére (1998)
- Két koncertdarab – fuvolára és ütőhangszerekre (1998) MR Editio Bernardus
- Petite Musique Solennel (1998) Editio Bernardus
- Három Petőfi-töredék – alt hangra és kamaraegyüttesre (1999)
- Notturno – Durkó Zsolt emlékére, 14 hangszerre (1999) MR, Editio Bernardus
- Szólószonáta No. 1 – hegedűre (1999) Editio Bernardus
- Preludium (in meoriam Elek Huzella) − orgonára (2000) Editio Bernardus
- Melankolikus szerenád – négy csellóra vagy négyszólamú csellóegyüttesre (2000) Editio Bernardus, HCD 32 108
- Ostinato ongherese − négy csellóra, vagy négy szólamú cselló együttesre (2001) Editio Bernardus
- Álomképek Zaláról – elektronikus zene (2001) MR
- Csillag csengők csilingelnek – Tíz dal énekhangra és zongorára Kanizsa József verseire (2001)
- Egerszegi Daloskönyv I–II. − mezzoszoprán, tenor hangra és zongorára (2002) I. kötet MR, I.II. kötet Editio Bernardus
- Két dal Szilárd Gyula verseire − basszus hangra és zongorára, ill. zenekarra (2002)
- ...luceat ei... – hegedűre és zongorára (2002) MR, koncertfelvétel Editio Bernardus
- Missa Zalaegerszegiensis – vegyes karra és orgonára (latin nyelven) (2002) Editio Bernardus, Duna TV
- Fantázia egy Beatles-dalra – vonósötösre (2003)
- Fantázia egy Zorán-témára – vonósötösre (2003)
- Lemezbörze Plusz – fantázia vonósötösre (2003)
- Szerenád – hegedűre és vonószenekarra (1970/2003)
- Vallomások Zaláról – szólóhangra és kamarazenekarra (2003)
- Veronikának – Divertimento fuvolára és zongorára (2003) MR, Editio Bernardus
- Elégia egy szerelem halálára − angolkürtre és vonószenekarra (2003) Editio Bernardus
- Virágok – négy szaxofonra (2003)
- Kerka-menti csúfolók – vegyes karra (2003) Editio Bernardus
- Lamento e scherzo – klarinét ötös (2003) MR, Editio Bernardus
- Fantázia egy Gainsbourg-témára – vonósötösre (2004)
- Fantázia egy Presser-témára – vonósötösre (2004)
- Hálaének Zalának – nyitány szimfonikus zenekarra (2004) MR koncertfelvétel
- Zalai számvetés – dal Bécs Ernő versére, bariton szólóra és zenekarra (2004)
- Pop-fantáziák magyar sláger és népdaltémákra – különböző kamaraegyüttesekre (2005)
- Zsoltárkantáta (héber nyelven) – szólistákra, vegyes karra és orgonára (2005, zenekari változat 2011) orgona változat: Rózsavölgyi és Társa
- Ünnepnapok – bariton szólóra és 10 hangszerre Kiss József verseire (2005-2007)
- Ifjúsági fuvolaverseny – fuvolára és vonós zenekarra (1970/2006)
- Óda a hazatérőhöz – vegyes karra, Bence Lajos verssoraira (2008)
- Zsidó dalok – basszus hangra és zongorára, Mezei András és Szilárd Gyula verseire (2008) Rózsavölgyi és társa
- Eine kleine Weihnachtsmusik − vonószenekarra (2008) Editio Bernardus
- Elégia Lukin László emlékére − vonószenekarra (2009) Editio Bernardus
- Egerszegi Daloskönyv III. (2006–2008) IV. (2009) − alt, baritonhangra és zongorára
- Dallamok a zsidó zene világából – vonós zenekarra (2010)
- Sirató – szóló hegedűre (Stábel Miklós emlékére) (2010)
- Éva, szívem, Éva – változatok egy magyar népdalra, szóló hegedűre (2011)
- Madaras mese − női, vagy leánykarra és vonós zenekarra, Pécsi Gabriella versére (2011)
- Göcseji legenda – kantáta vegyeskarra és zenekarra (2011)
- Emlékezés barátainkra – kürtre, hegedűre és klarinétra (2011) MR
- Kilencek Daloskönyve – bariton hangra és zongorára (2011-12)
- Katyń Requiem – a latin gyászmise szövegére, Polner Zoltán verseire és Cyprian Kamil Norwid Gyászóda Bem emlékének c. költeményére, mezzoszoprán és bariton szólóra, vegyes karra és szimfonikus zenekarra (2013)
- Szólószonáta No. 2 – hegedűre (2013)
- Devictus vincit – Mindszenty-oratórium öt részben, narrátorra, szólóhangokra, vegyes karra és szimfonikus zenekarra, szövegét részben Polner Zoltán írta, egyéb szövegek felhasználásával, a zeneszerző állította össze (2014-2016) [1]
- A botló kő legendája − balettzene szólistákra, hegedűre és jazz együttesre, Schranez Rebeka verseire (2010-11/2017)
- Bats mon coeur! Bats! – dalciklus Leo Küpper verseire bariton hangra és zongorára (francia nyelven) (2017) Solo Music Zeneműkiadó Kfc
- Az Úr érkezése − karácsonyi oratórium, narrátorra, szólistákra, vegyeskarra és zenekarra, a Biblia héber és latin szövegére (2018-19)
- Alkony – gordonkára és zongorára (2019) Solo Music Zeneműkiadó Kfc
- Ave Maria, Magnificat − szopránra és orgonára (2020) (átiratok az Úr érkezése című oratóriumból)
- Magyar karácsonyi pásztortáncok – klarinétra és vonósnégyesre (Weiner Leó emlékére) (2020)
- Magyar szvit No.1 −  vonószenekarra (népi dallamok nyomán) (2020)
- Magyar szvit No.II. − kis zenekarra (népi dallamok nyomán) (2020)
- Canto doloroso − oboára és zongorára (2020) Solo Music Zeneműkiadó Kfc
- Rievocazione − oboára és vonószenekarra (2020)
- Canto doloroso No.II. − oboára és szimfonikus zenekarra (2020)
- Chants nouveaux – 20 dal Leo Küpper verseire, tenor hangra és zongorára (francia nyelven) (2020)
- Magyar holokauszt 1944 − 30 dal Mezei András verseire bariton hangra és zongorára (2020)
- Nálunk a tél – 9 dal Mirtse Zsuzsa verseire, alt hangra és zongorára (2020)
- Itthoni dalok – crossover kantáta két pop énekesre és szimfonikus zenekarra (Z.Lukács Sándorral közösen) (2020-21)
- Eszter könyve – oratórium narrátorra, szólistákra, férfikarra és szimfonikus zenekarra, héber nyelven (2021)

## Díjak, elismerések
- A Chitz Klára Zeneszerzői Emlékverseny díja (1973)
- Szirmai Albert-díj (1978)
- Kodály Zoltán zeneszerzői ösztöndíj (1984)
- Erkel Ferenc-díj (2002)
- A Lengyel Köztársasági Érdemrend Lovagkeresztje (2016)[2]

## Külső hivatkozások
- Művei könyvtári katalógusban
- A zsidó kultúra hatása a magyar zeneszerzésre (előadás) Archiválva 2012. november 1-i dátummal a Wayback Machine-ben
- A Zalai Hírlap Online cikke Archiválva 2015. augusztus 5-i dátummal a Wayback Machine-ben